# Mathías Olivera
Mathías Olivera Miramontes (Montevideo, 31 ottobre 1997) è un calciatore uruguaiano, difensore del Napoli e della nazionale uruguaiana.

## Caratteristiche tecniche
Di ruolo terzino sinistro che all'occorrenza può giocare come difensore centrale, ma anche come esterno di centrocampo. Possiede buona velocità, resistenza e forza fisica, oltre che caratteristiche offensive che lo rendono portato al cross e alla fase d'attacco in senso generico.

## Carriera

### Club

#### Gli esordi
Cresciuto nel settore giovanile del Nacional, il 13 febbraio 2016 esordisce come professionista nella vittoria esterna per 0-3 contro il River Plate (M). Il 29 dello stesso mese, invece, gioca da titolare l'incontro perso in favore del Plaza Colonia. Nella stagione seguente vince il campionato uruguaiano.
Il 1º gennaio 2017 passa a titolo definitivo all'Atenas, in seconda divisione uruguaiana, formazione con la quale però non scende mai in campo.

#### Getafe e prestito all'Albacete
Il 14 agosto 2017 viene acquistato dal Getafe; con gli spagnoli sottoscrive un contratto di sei anni. Il 3 dicembre seguente debutta in Primera División, giocando gli ultimi dieci minuti della partita vinta contro il Valencia. Il 21 aprile 2018, alla sua terza apparizione, realizza la sua prima rete in carriera ai danni dell'Eibar.
Il 4 luglio 2018 viene girato in prestito annuale all'Albacete, in Segunda División. Debutta con la nuova maglia il 7 ottobre, subentrando ad Eugeni Valderrama nella partita persa 1-0 contro il Real Oviedo. L'8 dicembre, invece, marca un gol nel pareggio casalingo con l'Osasuna (2-2). Il 25 gennaio 2019, dopo 15 partite giocate da titolare, lascia anzitempo i Pipistrelli per tornare al Getafe. Gioca nuovamente per gli iberici il 2 febbraio, disputando tutto l'incontro pareggiato con il Levante (0-0). Negli anni a seguire diventa un punto fermo degli Azulones, tanto da collezionare 107 presenze in tre stagioni e mezzo.

#### Napoli
Il 26 maggio 2022 viene ufficializzato il suo passaggio a titolo definitivo al Napoli. Sceglie di indossare la maglia numero 17. Fa il suo debutto con i partenopei il 15 agosto seguente, alla prima giornata di campionato, subentrando a Mário Rui negli ultimi minuti del match vinto per 5-2 in casa del Verona. Il successivo 9 ottobre realizza la sua prima rete con la maglia azzurra, in occasione della vittoria esterna per 4-1 contro la Cremonese, valida per la nona giornata di Serie A. 
Il 4 maggio 2023, in virtù del pareggio per 1-1 del Napoli contro l'Udinese, si aggiudica lo scudetto, il terzo della storia per il club partenopeo.
Nella stagione seguente, complice l'alternanza con Mário Rui e un infortunio al ginocchio rimediato nel mese di novembre, il terzino uruguaiano trova meno spazio tra le file azzurre, collezionando 29 presenze e una rete, siglata ai danni della Roma nella gara casalinga del 28 aprile 2024, valevole per la 34ª giornata di Serie A e pareggiata col risultato di 2-2. L'annata si rivela infine negativa per la squadra partenopea, che chiude il campionato al 10º posto, mancando la qualificazione alle coppe europee per la prima volta dopo 14 anni.
La stagione 2024-2025 vede invece gli azzurri, sotto la nuova guida di Antonio Conte, trionfare in campionato per la seconda volta in tre anni, conquistando il quarto scudetto della loro storia all'ultima giornata, in seguito al successo casalingo contro il Cagliari (2-0) del 23 maggio 2025; per Olivera, che chiude l'annata con 33 presenze totali e un rendimento migliore rispetto al campionato precedente, si tratta del secondo titolo vinto con i partenopei. Nel corso della stagione, inoltre, l'uruguaiano prolunga il proprio contratto con il Napoli fino al 2030 e raggiunge anche quota 100 presenze complessive in maglia azzurra, scendendo in campo da titolare nella gara esterna del 18 maggio contro il Parma (0-0).

### Nazionale
Con l'Uruguay Under-20 vince, l'11 febbraio 2017, il Sudamericano giocato in Ecuador. Nel maggio successivo partecipa ai campionato mondiale di categoria in Corea del Sud, dove gioca tutte le partite e realizza un gol al Giappone nella fase a gironi.
Il 27 gennaio 2022, esordisce in nazionale maggiore nel successo per 0-1 contro il Paraguay.
Nel novembre del 2022 viene inserito dal CT Diego Alonso nella rosa partecipante ai Mondiali di calcio in Qatar. Gioca da titolare tutti e tre i match disputati dall'Uruguay, eliminato nella fase a gironi.
Realizza il suo primo gol per la selezione uruguaiana il 12 ottobre 2023, nel pareggio per 2-2 in casa della Colombia.

## Statistiche

### Presenze e reti nei club
Statistiche aggiornate al 1º luglio 2025.
| Stagione        | Squadra         | Campionato      | Campionato | Campionato | Coppe nazionali | Coppe nazionali | Coppe nazionali | Coppe continentali | Coppe continentali | Coppe continentali | Altre coppe | Altre coppe | Altre coppe | Totale | Totale |
| Stagione        | Squadra         | Comp            | Pres       | Reti       | Comp            | Pres            | Reti            | Comp               | Pres               | Reti               | Comp        | Pres        | Reti        | Pres   | Reti   |
| --------------- | --------------- | --------------- | ---------- | ---------- | --------------- | --------------- | --------------- | ------------------ | ------------------ | ------------------ | ----------- | ----------- | ----------- | ------ | ------ |
| feb.-giu. 2016  | Nacional        | PD              | 2          | 0          | -               | -               | -               | CL                 | 0                  | 0                  | -           | -           | -           | 2      | 0      |
| 2016            | Nacional        | PD              | 0          | 0          | -               | -               | -               | CL                 | 0                  | 0                  | -           | -           | -           | 0      | 0      |
| Totale Nacional | Totale Nacional | Totale Nacional | 2          | 0          |                 | -               | -               |                    | 0                  | 0                  |             | -           | -           | 2      | 0      |
| gen.-ago. 2017  | Atenas          | SD              | 0          | 0          | -               | -               | -               | -                  | -                  | -                  | -           | -           | -           | 0      | 0      |
| 2017-2018       | Getafe          | PD              | 3          | 1          | CR              | 1               | 0               | -                  | -                  | -                  | -           | -           | -           | 4      | 1      |
| 2018-gen. 2019  | Albacete        | SD              | 15         | 1          | CR              | 0               | 0               | -                  | -                  | -                  | -           | -           | -           | 15     | 1      |
| gen.-giu. 2019  | Getafe          | PD              | 14         | 0          | CR              | 0               | 0               | -                  | -                  | -                  | -           | -           | -           | 14     | 0      |
| 2019-2020       | Getafe          | PD              | 24         | 0          | CR              | 0               | 0               | UEL                | 5                  | 0                  | -           | -           | -           | 29     | 0      |
| 2020-2021       | Getafe          | PD              | 31         | 0          | CR              | 1               | 0               | -                  | -                  | -                  | -           | -           | -           | 32     | 0      |
| 2021-2022       | Getafe          | PD              | 32         | 1          | CR              | 0               | 0               | -                  | -                  | -                  | -           | -           | -           | 32     | 1      |
| Totale Getafe   | Totale Getafe   | Totale Getafe   | 104        | 2          |                 | 2               | 0               |                    | 5                  | 0                  |             | -           | -           | 111    | 2      |
| 2022-2023       | Napoli          | A               | 30         | 2          | CI              | 1               | 0               | UCL                | 8                  | 0                  | -           | -           | -           | 39     | 2      |
| 2023-2024       | Napoli          | A               | 23         | 1          | CI              | 0               | 0               | UCL                | 6                  | 0                  | SI          | 0           | 0           | 29     | 1      |
| 2024-2025       | Napoli          | A               | 32         | 0          | CI              | 1               | 0               | -                  | -                  | -                  | -           | -           | -           | 33     | 0      |
| 2025-2026       | Napoli          | A               | -          | -          | CI              | -               | -               | UCL                | -                  | -                  | SI          | -           | -           | -      | -      |
| Totale Napoli   | Totale Napoli   | Totale Napoli   | 85         | 3          |                 | 2               | 0               |                    | 14                 | 0                  |             | 0           | 0           | 101    | 3      |
| Totale carriera | Totale carriera | Totale carriera | 206        | 6          |                 | 4               | 0               |                    | 19                 | 0                  |             | 0           | 0           | 229    | 6      |

### Cronologia presenze e reti in nazionale
| Cronologia completa delle presenze e delle reti in nazionale ― Uruguay | Cronologia completa delle presenze e delle reti in nazionale ― Uruguay | Cronologia completa delle presenze e delle reti in nazionale ― Uruguay | Cronologia completa delle presenze e delle reti in nazionale ― Uruguay | Cronologia completa delle presenze e delle reti in nazionale ― Uruguay | Cronologia completa delle presenze e delle reti in nazionale ― Uruguay | Cronologia completa delle presenze e delle reti in nazionale ― Uruguay | Cronologia completa delle presenze e delle reti in nazionale ― Uruguay |
| Data                                                                   | Città                                                                  | In casa                                                                | Risultato                                                              | Ospiti                                                                 | Competizione                                                           | Reti                                                                   | Note                                                                   |
| ---------------------------------------------------------------------- | ---------------------------------------------------------------------- | ---------------------------------------------------------------------- | ---------------------------------------------------------------------- | ---------------------------------------------------------------------- | ---------------------------------------------------------------------- | ---------------------------------------------------------------------- | ---------------------------------------------------------------------- |
| 27-1-2022                                                              | Asunción                                                               | Paraguay                                                               | 0 – 1                                                                  | Uruguay                                                                | Qual. Mondiali 2022                                                    | -                                                                      |                                                                        |
| 1-2-2022                                                               | Montevideo                                                             | Uruguay                                                                | 4 – 1                                                                  | Venezuela                                                              | Qual. Mondiali 2022                                                    | -                                                                      | 66’                                                                    |
| 24-3-2022                                                              | Montevideo                                                             | Uruguay                                                                | 1 – 0                                                                  | Perù                                                                   | Qual. Mondiali 2022                                                    | -                                                                      |                                                                        |
| 2-6-2022                                                               | Glendale                                                               | Messico                                                                | 0 – 3                                                                  | Uruguay                                                                | Amichevole                                                             | -                                                                      |                                                                        |
| 5-6-2022                                                               | Kansas City                                                            | Stati Uniti                                                            | 0 – 0                                                                  | Uruguay                                                                | Amichevole                                                             | -                                                                      | 46’                                                                    |
| 11-6-2022                                                              | Montevideo                                                             | Uruguay                                                                | 5 – 0                                                                  | Panama                                                                 | Amichevole                                                             | -                                                                      | 38’                                                                    |
| 23-9-2022                                                              | Sankt Pölten                                                           | Iran                                                                   | 1 – 0                                                                  | Uruguay                                                                | Amichevole                                                             | -                                                                      | 85’                                                                    |
| 27-9-2022                                                              | Bratislava                                                             | Canada                                                                 | 0 – 2                                                                  | Uruguay                                                                | Amichevole                                                             | -                                                                      | 60’                                                                    |
| 24-11-2022                                                             | Al Rayyan                                                              | Uruguay                                                                | 0 – 0                                                                  | Corea del Sud                                                          | Mondiali 2022 - 1º turno                                               | -                                                                      | 79’                                                                    |
| 28-11-2022                                                             | Lusail                                                                 | Portogallo                                                             | 2 – 0                                                                  | Uruguay                                                                | Mondiali 2022 - 1º turno                                               | -                                                                      | 44’ 86’                                                                |
| 2-12-2022                                                              | Al Wakrah                                                              | Ghana                                                                  | 0 – 2                                                                  | Uruguay                                                                | Mondiali 2022 - 1º turno                                               | -                                                                      |                                                                        |
| 24-3-2023                                                              | Tokyo                                                                  | Giappone                                                               | 1 – 1                                                                  | Uruguay                                                                | Amichevole                                                             | -                                                                      |                                                                        |
| 12-9-2023                                                              | Quito                                                                  | Ecuador                                                                | 2 – 1                                                                  | Uruguay                                                                | Qual. Mondiali 2026                                                    | -                                                                      | 46’ 64’                                                                |
| 12-10-2023                                                             | Barranquilla                                                           | Colombia                                                               | 2 – 2                                                                  | Uruguay                                                                | Qual. Mondiali 2026                                                    | 1                                                                      | 72’                                                                    |
| 17-10-2023                                                             | Montevideo                                                             | Uruguay                                                                | 2 – 0                                                                  | Brasile                                                                | Qual. Mondiali 2026                                                    | -                                                                      | 84’                                                                    |
| 16-11-2023                                                             | Buenos Aires                                                           | Argentina                                                              | 0 – 2                                                                  | Uruguay                                                                | Qual. Mondiali 2026                                                    | -                                                                      | 79’                                                                    |
| 26-3-2024                                                              | Lens                                                                   | Costa d'Avorio                                                         | 2 – 1                                                                  | Uruguay                                                                | Amichevole                                                             | -                                                                      | [ 34 ]                                                                 |
| 5-6-2024                                                               | Denver                                                                 | Messico                                                                | 0 – 4                                                                  | Uruguay                                                                | Amichevole                                                             | -                                                                      | 75’                                                                    |
| 23-6-2024                                                              | Miami Gardens                                                          | Uruguay                                                                | 3 – 1                                                                  | Panama                                                                 | Coppa America 2024 - 1º turno                                          | -                                                                      | 60’                                                                    |
| 27-6-2024                                                              | East Rutherford                                                        | Uruguay                                                                | 5 – 0                                                                  | Bolivia                                                                | Coppa America 2024 - 1º turno                                          | -                                                                      |                                                                        |
| 1-7-2024                                                               | Kansas City                                                            | Stati Uniti                                                            | 0 – 1                                                                  | Uruguay                                                                | Coppa America 2024 - 1º turno                                          | 1                                                                      |                                                                        |
| 6-7-2024                                                               | Paradise                                                               | Uruguay                                                                | 0 – 0 (4 – 2 dtr)                                                      | Brasile                                                                | Coppa America 2024 - Quarti di finale                                  | -                                                                      |                                                                        |
| 10-7-2024                                                              | Charlotte                                                              | Uruguay                                                                | 0 – 1                                                                  | Colombia                                                               | Coppa America 2024 - Semifinale                                        | -                                                                      | 46’                                                                    |
| 15-10-2024                                                             | Montevideo                                                             | Uruguay                                                                | 0 – 0                                                                  | Ecuador                                                                | Qual. Mondiali 2026                                                    | -                                                                      | 87’                                                                    |
| 15-11-2024                                                             | Montevideo                                                             | Uruguay                                                                | 3 – 2                                                                  | Colombia                                                               | Qual. Mondiali 2026                                                    | -                                                                      |                                                                        |
| 19-11-2024                                                             | Salvador                                                               | Brasile                                                                | 1 – 1                                                                  | Uruguay                                                                | Qual. Mondiali 2026                                                    | -                                                                      |                                                                        |
| 21-3-2025                                                              | Montevideo                                                             | Uruguay                                                                | 0 – 1                                                                  | Argentina                                                              | Qual. Mondiali 2026                                                    | -                                                                      | 86’                                                                    |
| 25-3-2025                                                              | El Alto                                                                | Bolivia                                                                | 0 – 0                                                                  | Uruguay                                                                | Qual. Mondiali 2026                                                    | -                                                                      | 56’                                                                    |
| 6-6-2025                                                               | Asunción                                                               | Paraguay                                                               | 2 – 0                                                                  | Uruguay                                                                | Qual. Mondiali 2026                                                    | -                                                                      | 46’                                                                    |
| 10-6-2025                                                              | Montevideo                                                             | Uruguay                                                                | 2 – 0                                                                  | Venezuela                                                              | Qual. Mondiali 2026                                                    | -                                                                      |                                                                        |
| Totale                                                                 |                                                                        | Presenze                                                               | 30                                                                     |                                                                        | Reti                                                                   | 2                                                                      |                                                                        |

## Palmarès

### Club
- Campionato uruguaiano: 1

Nacional: 2016
- Campionato italiano: 2

Napoli: 2022-2023, 2024-2025

### Nazionale
- Campionato sudamericano Under-20: 1

Ecuador 2017